# Školství ve Spojených státech amerických
Vzdělávání je ve Spojených státech poskytováno především veřejným školstvím, řízeným a financovaným ve třech úrovních: federální, státní a místní (obecní). Vzdělávání dětí je povinné.

## Historie a společenská role
Státem financované školy existovaly v USA již od samého jejich vzniku. Školní docházka byla uzákoněna jako povinná mezi lety 1852 (Massachusetts) a 1917 (Mississippi). V této době bylo školství segregované - oddělené pro bělochy a pro černochy. V roce 1954 soudní případ Brown vs. školní rada Topeky prohlásil státní zákony zakládající samostatné veřejné školy pro černé a bílé studenty za protiústavní. V době hnutí za občanská práva byl v rámci politiky desegregace implementován tzv. forced busing, což znamenalo rozvážení černochů školními autobusy z černošských do bělošských škol. To ale mělo za následek pokles úrovně bělošských škol. Mnoho bělochů proto volilo buď bílý útěk na předměstí, kde žila většinově bílá populace, nebo své děti zapsali do soukromých či církevních škol, kde tato povinnost neplatila. Od rozvážení se proto od 80. let upustilo a docházka do veřejných škol se určuje podle školního obvodu ("school district"), který tak má leckdy významný vliv na hodnotu nemovitostí:
- dobré obvody se vyznačují zejména bělošskou a asijskou populací a bývají spíše na předměstích a na venkově;
- špatné obvody se vyznačují vysokou černošskou a hispánskou populací, často se nacházejí v centrech měst ("inner city"); zde není výjimkou, že jsou u vstupu namontovány detektory kovů, aby studenti nemohli pronést zbraně, namátkově se kontrolují osobní věci a testuje se na přítomnost drog v moči. Častá je přítomnost školního policisty či policejního oddělení, které hlídkuje na chodbách škol a případně zatýká studenty, kteří porušují zákon.

## Vzdělávací systém
Veřejné školství je všeobecně dostupné. Školní osnovy, financování, výuka, zaměstnávání a ostatní záležitosti řídí místně volená školní rada ("school board") s působností pro školní obvod s řadou předpisů státní legislativy. Školní rada je obvykle nezávislá na místních obecních úřadech a má vlastní úředníky a rozpočet. Vzdělávací normy a standardní zkušební požadavky mívají v pravomoci vlády států.
Věk vzdělávací povinnosti se v jednotlivých státech různí. Začíná v pěti až osmi letech a končí ve čtrnácti až osmnácti letech. Vzdělávací povinnost se zpravidla plní školní docházkou do veřejných škol, do státem akreditovaných soukromých škol nebo schválenými programy domácího vzdělávání. Ve většině veřejných a soukromých škol je výuka rozdělena do tří stupňů (úrovní): "základní" škola ("elementary school"; v Česku první stupeň základní školy, dříve "obecná" škola), "střední" odpovídá druhému stupni české základní školy nebo nižším ročníkům víceletých gymnázií ("middle school", někdy "junior high school") a "vysoká" ("high school", někdy "secondary education"), odpovídající českým středním školám. V převážné většině škol těchto stupňů jsou děti rozdělené do věkových skupin na ročníky čili třídy ("grade") od školky ("kindergarden") pro nejmladší žáky přes první třídu až po dvanáctý ročník (třídu), poslední rok "vysoké" školy. Přesné věkové přiřazení žáků a studentů (anglicky jen "student") v ročnících se poněkud liší podle místa.
Vyšší, terciární vzdělávání, známější jako "kolej" univerzitní úrovně (ang. "college") je všeobecně vedeno nezávisle na základním a středním školství a není obsahem této stránky.

## Stupně a věk školní docházky
Většina dětí v USA nastupuje do soustavy veřejných škol ve věku 5 nebo 6 let. Tradičně začíná americký školní rok v srpnu nebo v září po letních prázdninách (ang. „summer recess“). Děti se zapisují do ročních skupin, známých jako třídy nebo ročníky (ang. „grades“) počínaje školkami (ang. „preschool“), dále do obecných škol (ang. „elementary school“) a konče středními školami, končícími 12. ročníkem. Děti zpravidla postupují společně do dalšího ročníku jako jedna třída (ang. „cohort“, „class“) po dokončení školního roku v květnu nebo v červnu, ale zaostalé děti mohou zůstat v ročníku a nadané děti mohou přeskočit naopak o ročník výš.
Americký vzdělávací systém se skládá z 12 ročníků studia během 12 kalendářních let základního a středního stupně vzdělávání (ang. „primary and secondary education“) do maturity (absolutoria) a nabytí oprávnění pro přihlášku na vysokou školu (ang. „college“).
Po mateřské školce (ang. „pre-kindergarten“ a „kindergarden“), je první stupeň (ang. „primary school“) s 5 ročníky (třídami) známými standardně jako obecná škola (ang. „elementary school“). Po dokončení pěti tříd žák (ang. již „student“) nastupuje do 2. stupně školy (ang. „junior high school“ nebo „middle school“) a po ní na střední (ang. „high school“), aby získal maturitu (ang. „high school diploma“).
Jazyková poznámka: Ve Spojených státech se používají pro označení ročníků řadové číslovky (spíše řeknou „první třída“ (ang. „First Grade“)) oproti Kanadě a Austrálii, kde pro jejich označení používají spíše číslovky základní („třída jedna“, ang „Grade One“).

## Přehled podle věku žáků a studentů
Typický věk a třídy (ročníky) ve veřejných (státních a obecních) školách se lze dovědět na ministerstvu školství (ang. „the U.S. Department of Education“). V celé zemi je velice mnoho různých variant. Nejčastější uspořádání je v tabulce, podrobnější v obrázku – schématu (i v angličtině).
| Ročník                                                             | Typický věk na konci školního roku                                                               |
| ------------------------------------------------------------------ | ------------------------------------------------------------------------------------------------ |
| jesle a školky                                                     |                                                                                                  |
| různé nepovinné programy, např. „Head Start“                       | do 6 let                                                                                         |
| mateřská škola („Pre-Kindergarten“ či „Preschool")                 | 4 až 5 let                                                                                       |
| 1. stupeň základní školy, obecná škola („Elementary school“)       |                                                                                                  |
| mateřská škola, přípravka („Kindergarten“)                         | 5 až 6                                                                                           |
| 1. třída (ročník)                                                  | 6 až 7                                                                                           |
| 2. třída (ročník)                                                  | 7 až 8                                                                                           |
| 3. třída (ročník)                                                  | 8 až 9                                                                                           |
| 4. třída (ročník)                                                  | 9 až 10                                                                                          |
| 5. třída (ročník)                                                  | 10 až 11                                                                                         |
| základní škola - 2. stupeň („Middle school“, „Junior high school“) |                                                                                                  |
| 6. třída (ročník)                                                  | 11 až 12                                                                                         |
| 7. třída (ročník)                                                  | 12 až 13                                                                                         |
| 8. třída (ročník)                                                  | 13 až 14                                                                                         |
| Střední školy („Secondary education“, „High school“)               |                                                                                                  |
| 9. třída (ročník) (také „Freshman“)                                | 14 až 15                                                                                         |
| 10. třída (ročník) (také „Sophomore“)                              | 15 až 16                                                                                         |
| 11. třída (ročník) (také „Junior“)                                 | 16 až 17                                                                                         |
| 12. třída (ročník) (také „Senior“)                                 | 17 až 18                                                                                         |
| vyšší a pomaturitní školství („Post-secondary education“)          |                                                                                                  |
| Vysoké školy („Tertiary education“, „College“, „University“)       | různý věk, ale často 18 až 23 (5 let studia), také „Freshman“, „Sophomore“, „Junior“ a „Senior“) |
| Vyšší odborné školy („Vocational education“)                       | různý věk                                                                                        |
| Doktorandské vzdělávání („Graduate education“)                     |                                                                                                  |
| Vzdělávání dospělých („Adult education“)                           |                                                                                                  |

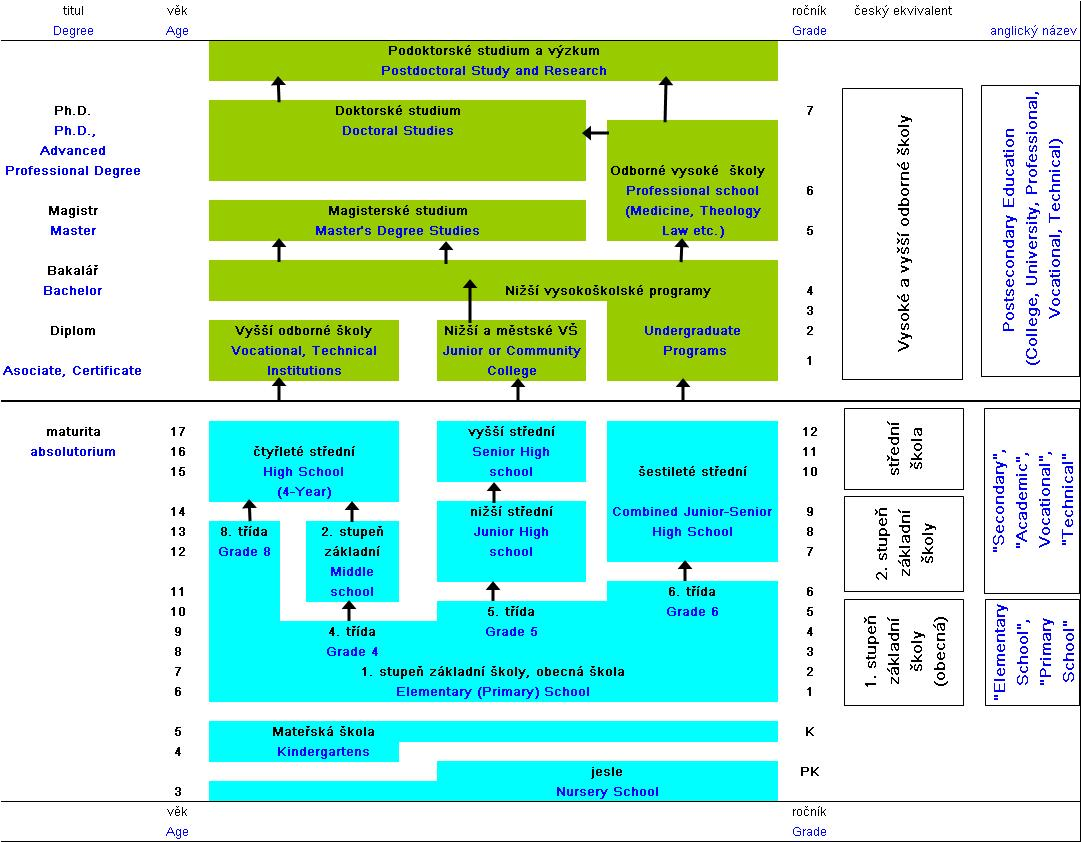
Školství v USA

Ve školním roce 2006/2007 získalo absolutorium v příslušných věkových ročnících
- střední školy (maturitu, „Secondary diploma“) 85% a
- diplom na vysokých školách („Post-secondary diploma“) 30%.

## Místní zvláštnosti
Historicky v USA místní samospráva a její soukromé alternativy došly k některým odchylkám v uspořádání škol. Obecná škola jakožto 1. stupeň školy (ang. „elementary school“) zahrnuje docházku s pěti ročníky (někdy se čtyřmi, šesti nebo osmi). V obecné škole se učí základní předměty a žáci často zůstávají v jedné učebně během vyučovacího dne s výjimkou tělesné výchovy, literární, hudební a výtvarné výchovy.
Průběh výuky ve veřejné obecné škole stanovují individuálně školní obvody (ang. „school district“). Školní obvod vybírá metodickou literaturu i učebnice, které odpovídají studijním standardům a hlediskům státu. Studijní standardy jsou cíle, kterých musí dosahovat pokrok za rok (ang. „adequate yearly progress“, „AYP“) jako pověřené zásadou „Žádné dítě nenechat za sebou“ (tj. nemůže zůstat stranou) (ang. „No Child Left Behind“, „NCLB“). Tento popis způsob vedení škol zjednodušuje, ale systém škol má tak mnoho variant nejen z hlediska délky studia, ale i v tom, jak se má učit i studovat. Některé státy a některé školní obvody kladou vyšší požadavky, než jiné. Dále hrají významnou roli při stanovení průběhu studia učitelé. Tyto záležitosti se navíc řeší v soukromém školství odlišně, než ve veřejném, protože nemají povinnost zásady NCLB.

## Statistika školství v USA
V roce 2001 bylo v Spojených státech asi 3,6 milionu dětí v každém ročníku.
V roce 2000 se do škol všech úrovní zapsalo 76,6 miliónu studentů. 72 % z nich bylo ve věku od 12 do 17 let, tj. ve věku povinnosti vzdělávání (zpravidla plněné školní docházkou) . Z nich 5,2 milionu (10.4 %) na základních (elementary, secondary) soukromých školách.
Více než 85 procent dospělého obyvatelstva dokončilo střední školy a 27 procent dosáhlo stupně bakaláře nebo vyššího. Podle zjištění studie Úřadu pro sčítání lidu USA (U.S. Census Bureau) průměrný plat absolventa vysoké školy přesahuje 51 000 dolarů a převyšuje průměr absolventů pouze základního stupně vzdělání o více, než 23 000 dolarů.
V roce 2010 byla míra nezaměstnanosti středoškoláků 10,8 %, kdežto u vysokoškoláků 4,9 %.

Podle vládních zdrojů je gramotnost (schopnost čtení) 99 % obyvatel ve věku od 15 let. Schopnost porozumět vědě a matematice je ale horší, než v ostatních vyspělých zemích.
Roku 2008 bylo středoskoláků 77 % obyvatel, méně, než v nejrozvinutějších zemích.
Informace o výsledcích zákonného pravidla NCLB ve veřejných a soukromých školách nejsou.
K tomu poměr vysokoškoláků vstupujících do ekonomiky (33 %) je mírně pod poměry v ostatních vyspělých zemích (35%)
Podíl počtu pracujících mezi studenty je vysoký. Výzkum z prvního desetiletí 21. století provedený Jonem Millerem z Michiganské státní univerzity uzavírá, že „Mírně vyšší podíl amerických dospělých se řadí k matematicky gramotným, než u dospělých Evropanů nebo Japonců“.
Podle Národní asociace školních zdravotníků je 17 % studentů obézních a 32 % má nadváhu.

## Klasifikace
Děti jsou stále prozkušovány svými učiteli během roku a rodiče dostávají s různou frekvencí zprávy (report card). Všeobecně se individuální výsledky zkoušení a testů zapisují každému studentovi do žákovské knížky (grade book) společně s počtem dosažených bodů každé zkoušky. Výsledný součet bodů studenta podělený počtem maximálně možných bodů dává procentní výsledek, který lze přeložit na známky, na známková písmena.
Známky jsou zpravidla na konci klasifikačního (známkovacího, hodnotícího) období součástí zprávy pro rodiče, ale průběžný stav je k dispozici kdykoliv, zvláště na elektronické žákovské knížce dostupné rodičům na internetu. Stupně hodnocení se řídí pravidly každé školy, ale nejběžnější jsou písmenové známky od A po F v závislosti na procentech úspěšnosti zkoušek, případně podle relativní úspěšnosti žáka v porovnání s ostatními (podle percentilu). Někde, jako v Texasu nebo Virginii, se může již známka D (tedy mezi 70 a 60 procenty) hodnotit jako nedostatečná. V jiných státech, jako na Havaji, je známka D dostatečná v některých třídách, ale v jiných také nedostatečná. Ke známce může být pro zjemnění stupnice připojováno znaménko „+“ nebo „-“.
| A        | A       | A       | B       | B       | B       | C       | C       | C       | D       | D       | D       | F              |
| -------- | ------- | ------- | ------- | ------- | ------- | ------- | ------- | ------- | ------- | ------- | ------- | -------------- |
| +        |         | –       | +       |         | –       | +       |         | –       | +       |         | –       |                |
| 100 – 97 | 96 – 93 | 92 – 90 | 89 – 87 | 86 – 83 | 82 – 80 | 79 – 77 | 76 – 73 | 72 – 70 | 69 – 67 | 66 – 63 | 62 – 60 | méně, než 60 % |

## Mimoškolní aktivity
Na amerických školách je kladen velký důraz na mimoškolní aktivity, tzn. „afterschool activities“. Zejména střední školy (High Schools) studentům nabízí a zajišťují pestrou škálu činností po denní výuce. Často se jedná o sporty a sportovní aktivity, jako jsou americký fotbal, atletika, gymnastika, běh, basketbal, lední hokej, badminton, bowling, tenis, golf, fotbal, lakros, volejbal nebo plavání.
Téměř každá škola v USA má svůj sportovní tým, studenti sportem žijí a hráči středoškolských týmů bývají mezi spolužáky oblíbení. Úspěšní a sportovně talentovaní studenti poté často získávají univerzitní stipendia, která jim znatelně pomáhají s financováním terciárních studií.
Po skončení školní výuky je také bohatá nabídka i jiných, než sportovních aktivit. Studenti mají možnost věnovat se např. chemii, malování, čtení, hudbě, tanci, právu, rétorice, cizím jazykům, dílnám, vaření nebo i dobrovolnické činnosti. Už během středoškolských studií tak studenti mají širokou škálu možností, jak se připravovat na svá budoucí univerzitní studia, případně se specializovat na svou budoucí kariéru.

## Odlišnosti školního života vůči poměrům v Česku
Škola ve Spojených státech amerických je od školy v České republice rozdílná, platí zde často jiná pravidla, jiné zvyky a požadavky, jako na příklad:
- Škola začíná v 8:45 a končí v 15:30 hodin a to i pro 5leté žáky v nejnižším ročniku kterým je Kindergarten.
- Vyučovací hodina trvá o něco déle, asi 55 minut, a přestávky jsou kratší, 6-7 min.
- Každý den probíhá výuka ve stejné učebně (třídě) a se stejným vyučujícím, podobně jako na 1. stupni na základní škole v Česku. Výjimkou jsou zvláštní předměty se specializovanými učebnami, např. tělesná a výtvarná výchova.
- Většina škol má každý den stejný rozvrh. Některé mají nejčastěji šest nebo sedm vyučovacích hodin denně, ale jiné mají jenom čtyři a v pololetí si pak studenti vyberou nové čtyři předměty.
- Žáci mají také rodinný předmět, kde se chlapci i děvčata učí šít a vařit.
- Žáci se rozdělují podle úspěšnosti do dvou skupin. Ti méně vzdělaní mají dvouhodinové lekce stejného předmětu (double block).
- Předměty se vyučují pomalejším tempem než v ČR a méně podrobně, ale je mu věnováno více prostoru a je kladen velký důraz na to, aby každý probíranou látku pochopil.
- Klade se tu důraz, spíše než na teoretický výklad, na praktickou část (včetně např. pitvání červa nebo žáby).
- Každá škola má chlapecký baseballový, fotbalový a basketbalový tým.
- Na středních školách (High School) je větší přísnost, důraz na kázeň; běžně je na každém rohu kamera, veškeré problémy jsou zaznamenány a možné krádeže jsou ihned oznámeny policii, která někdy sídlí přímo ve škole.